# Parantica terilus
Parantica terilus är en fjärilsart som beskrevs av Hans Fruhstorfer 1910. Parantica terilus ingår i släktet Parantica och familjen praktfjärilar. Inga underarter finns listade i Catalogue of Life.